# Кожмудор (сельское поселение)
Кожмудор — административно-территориальная единица (административная территория село с подчинённой ему территорией) и муниципальное образование (сельское поселение с полным официальным наименованием муниципальное образование сельского поселения «Кожмудор») в составе муниципального района Усть-Вымского в Республике Коми Российской Федерации.
Административный центр — село Кожмудор.

## История
Статус и границы административной территории установлены Законом Республики Коми от 6 марта 2006 года № 13-РЗ «Об административно-территориальном устройстве Республики Коми».
Статус и границы сельского поселения установлены Законом Республики Коми от 5 марта 2005 года № 11-РЗ «О территориальной организации местного самоуправления в Республике Коми».

## Население
| 2010 | 2011 | 2012 | 2013 | 2014 | 2015 | 2016 |
| ---- | ---- | ---- | ---- | ---- | ---- | ---- |
| 953  | ↘943 | ↘905 | ↘898 | ↘877 | ↘860 | ↘850 |
| 2017 | 2018 | 2019 | 2020 | 2021 |      |      |
| ↘837 | ↘815 | ↘785 | ↘771 | ↗957 |      |      |

## Состав
Состав административной территории и сельского поселения:
| №  | Населённый пункт | Тип населённого пункта       | Население |
| -- | ---------------- | ---------------------------- | --------- |
| 1  | Гажакерес        | деревня                      | 32        |
| 2  | Заречье          | деревня                      | 5         |
| 3  | Ипа              | деревня                      | 8         |
| 4  | Кожмудор         | село, административный центр | 267       |
| 5  | Коквицы          | деревня                      | 79        |
| 6  | Кырс             | деревня                      | 12        |
| 7  | Лыаты            | деревня                      | 93        |
| 8  | Назар            | деревня                      | 29        |
| 9  | Нижние Коквицы   | деревня                      | 21        |
| 10 | Семуково         | деревня                      | 97        |
| 11 | Сюлатуй          | деревня                      | 61        |
| 12 | Туискерес        | деревня                      | 208       |
| 13 | Эжолты           | деревня                      | 41        |